# Magnia Urbica
Magnia Urbica (fl. III secolo) è stata moglie dell'imperatore romano Carino e Augusta dell'impero.
Ricevette anche il titolo di Mater castrorum, senatus ac patriae, «Madre degli accampamenti, del senato e della patria».
In occasione del matrimonio, probabilmente avvenuto prima dell'ascesa al potere, Carino la raggiunse a Roma, e fu la prima volta che vide la città.
Dal matrimonio con Carino nacque probabilmente Nigriniano, che però morì prima che il nonno, Marco Aurelio Caro, divenisse imperatore, nel 282.